# Sérapéum de Canope
Pour les articles homonymes, voir Sérapéum.
Le sérapéum de Canope est un sanctuaire antique dédié à Sarapis, situé à Canope en Basse-Égypte. Actuellement les vestiges du temple sont sous les eaux, proche de la baie d'Aboukir. Le culte de Sarapis aux prérogatives oraculaires et guérisseuses fait du sanctuaire de Canope un des lieux de culte les plus renommés pendant les époques ptolémaïque et romaine en Égypte. 
L'origine de ce sanctuaire remonte à la dynastie ptolémaïque. Sa fondation serait l'œuvre de Ptolémée III l'Evergète qui a financé la construction de nombreux sanctuaires comme le sérapéum d'Alexandrie. On ne connait pas la date de la destruction du temple. On peut tout de même affirmer que le sanctuaire ai fonctionné sous l'Empire romain car les statues de Sarapis retrouvées sont coiffées d'un calathos (signe distinctif du Sarapis romain).

## Découvertes
Les vestiges de la cité sont repérés par voie aérienne lorsqu'en 1933, un appareil de la Royal Air Force survolant la baie d'Aboukir aperçut des ruines immergées à proximité du littoral. Le prince Omar Toussoun entreprend alors des recherches et retrouve lesdits vestiges. Entre 1996 et 2006, Franck Goddio et son équipe du European Institute of Underwater Archaeology retrouvent ces ruines à une profondeur d'environ 3,5 m sous le niveau marin actuel et les identifient avec le sérapéum de Canope sur une emprise d'environ 80 × 100 m. Seule la fondation du temple subsiste sous une couche de sable et il est supposé qu'il a été utilisé comme carrière de blocs dès l'Antiquité tardive. Son emplacement se trouve dans le périmètre d'extension en cours du port moderne d'Aboukir.

## Description
Ce sanctuaire est typiquement grec. Il s'agit d'un téménos renfermant le temple principal dédié aux cultes isiaques (Isis, Sarapis, Harpocrate). Avec un temple long de 103 m, le sanctuaire de Canope est le plus grand sanctuaire égyptien retrouvé à ce jour. On peut également trouver des temples annexes dédiés à d'autres dieux égyptiens : Anubis ou Hermanubis, Hermès Trismégiste ou Thot-Hermès, Harpocrate, Osiris…
L'ensemble statuaire retrouvé est assez considérable. Il est possible d'y trouver une statue de Sarapis de quatre mètres de haut.
L'ensemble était souvent en lien avec une source ou un puits censé être une résurgence miraculeuse du Nil — c'est le cas par exemple pour les  sanctuaires aux dieux égyptiens de Délos — ou encore un bassin comme substitut du Nil, l'eau restant un élément central dans la liturgie de ces cultes que l'on qualifiait alors d'isiaques.

## Le Sérapéum de Canope, et le culte ptolémaïque
Le culte de Sarapis est popularisé par les souverains ptolémaïques en Égypte. Il est un levier important pour légitimer la dynastie lagide, d'origine grecque, étrangère à l'Égypte. La fondation du sérapéum de Canope par Ptolémée III s'inscrit dans cette volonté de légitimation du nouveau pouvoir. On retrouve alors une statue grandeur nature de la mère du fondateur, Arsinoé II. Cette statue est particulière car elle représente la divinisation d'Arsinoé II en Isis et en Aphrodite (associant la religion égyptienne à la religion grecque par les Lagides).

## Un sanctuaire dédié au culte d'un Sarapis guérisseur est oraculaire
« (Canope) possède un temple de Sarapis, objet d’une grande vénération pour ses guérisons (thérapeia), telles que les hommes du plus grand mérite y ajoutent foi et viennent dormir là pour leur propre guérison, ou bien envoient d’autres y dormir à leur place. Certains consignent par écrit les guérisons, d’autres les preuves de l’efficacité des oracles rendus.
(Canope) possède un temple de Sarapis, objet d’une grande vénération pour ses guérisons (thérapeia), telles que les hommes du plus grand mérite y ajoutent foi et viennent dormir là pour leur propre guérison, ou bien envoient d’autres y dormir à leur place. Certains consignent par écrit les guérisons, d’autres les preuves de l’efficacité des oracles rendus. »

— Strabon ,  Géographie XVII, 1, 17 [ca 25-20 av. J.-C.]
Les prérogatives oraculaires et guérisseuses de Sarapis permettent aux sanctuaires de se faire une grande renommée et surtout de s'enrichir. Les adeptes du culte viennent pour avoir une réponse, guérir. Comme une source thermale le sanctuaire est aussi un commerce qui vend des objets aux fonctions similaires au dieu de Canope. Ainsi les adeptes repartent chez eux avec des objets provenant du sanctuaire de Canope.

### Un culte qui s'exporte
La réputation de ce sanctuaire est telle que lorsqu'un Sarapis est oraculaire et guérisseur il prend l'épithète « Canope ».

« Les mélanéphores et les thérappeutes (ont consacrés) à Sarapis, à Isis, à Anubis (et) à Harpocrate (cette statue) d’Eukratès,[...]
	Eutychidès à fait la statue, Apollonios étant zacore.
	(Il fut prêtre) d’Anios et Nikè ; (prêtre) de Sarapis de Canope ; porteur de la branche d’olivier à Apollon ; (prêtre) d’Artémis en île. »

— Dédicace à Délos - RICIS 202/0351 [94/3 av. J. -C.]

« Au dieu très grand de Canope, Poplios Aurelios Pasinikos et Poplios Aurélios Pasinikos, avec les leurs, ont consacré, dans un bon espoir, par décisions du Conseil (des décurions). »

— Dédicace à Cartage - RICIS 703/0103 [IIe siècle]

« À la Bonne Fortune. À Zeus Soleil grand Sarapis et au dieu qui partagent le même temple, moi son excellence Statios Kadratos, néocore, sauvé à plusieurs reprises de grand périls, j’ai consacré (cette colonne) en marque de reconnaissance. Alypios. Qu’ils te soient favorables. 
Moi, Dioscoros, néocore du grand Sarapis, j’ai consacré une statuette (du type de celle) de Canope, avec son petit autel. »

— Dédicace à Rome - RICIS 501/0145 [IIe – IIIe siècle]

« Kéroullianos, (du dème) du Pirée ; (prêtre) [du dieu ?] de Canope, Agathias ; (prêtresse) d’Aphrodite Ourania, Nikè ; (prêtre) d’Eukolos, Nikératos ; (prêtresse) de Taposiris, Ingénoua. [(prêtre) de ...] , Zôsimos. Les questions qui (sont posées) à qui de droit, tant parmi les prêtres que les cleidouques sortis de charge, [...] »

— Listes des prêtres à Athènes - RICIS 101/0216 [deuxième moitié du IIIe siècle]
L'empereur Hadrien (117-138) en fit construire un dans sa villa Adriana de Tibur qui atteignit des proportions inégalées. Un immense bassin formant un canal de 119 mètres sur 18 entouré de portiques et de statues, menait au sanctuaire de Sarapis. Abrité par une coupole monumentale, il se composait d'une partie presque théâtrale et d'une autre plus intime, souterraine, dédiée à l'aspect chtonien de la divinité. À l'occasion de l'inauguration du temple, Hadrien frappera monnaie à son effigie en compagnie du dieu Sarapis sous un dais à deux colonnes supportant un fronton arrondi. L'empereur devient « synnaos », c’est-à-dire compagnon de naos du dieu bénéficiant à égalité du culte célébré au Sérapeum de Canope.